# MGM-1 마타도르

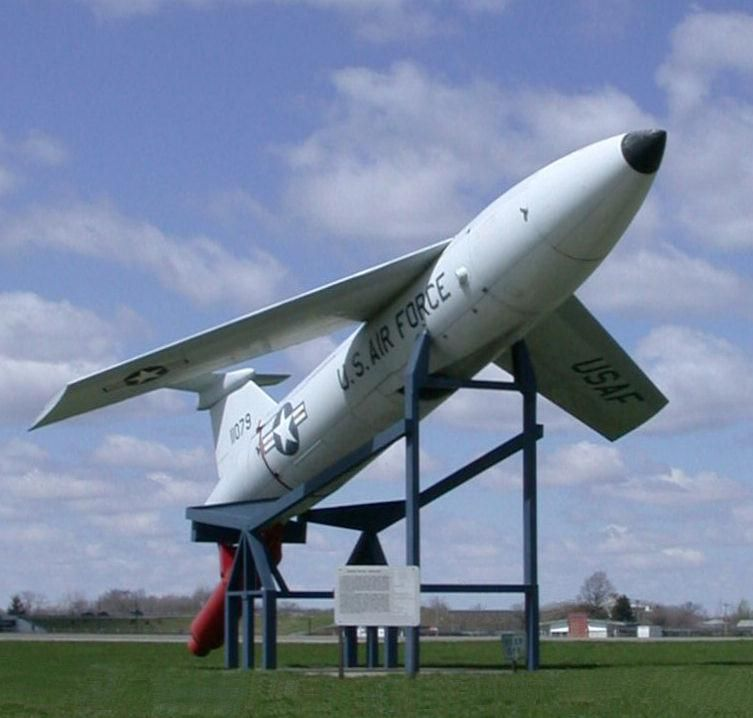
MGM-1 마타도르

MGM-1 마타도르(MGM-1 Matador)는 미국의 핵순항미사일이다.

## 역사
미국 최초의 지대지 순항미사일이다. 마타도르는 투우사를 의미한다.
2차대전 당시, 독일은 무게 2.1톤, 사거리 250 km V-1 비행폭탄이라는 순항미사일을 개발했으며, 패전 이후 미국이 이를 카피해서 무게 2.3톤, 사거리 240 km JB-2 순항미사일을 개발했다. 이것을 다시 발전시켜서 무게 5.4톤, 사거리 400 km TM-61A 마타도르 순항미사일을 개발했다. TM-61C 마타도르는 사거리 1000 km이다.
50 kt W5 핵탄두를 장착했다. 1952년부터 1962년까지 실전배치되었다. 유럽에 핵무기 공유 협정으로 서독에 배치되었다.
1953년 말, 최초의 마타도르 비행대대(Squadron)가 창설되었다. 1954년 서독 비트부르크의 비트부르크 공군기지에 1st Pilotless Bomber Squadron이 배치되었다. 사거리 400 km TM-61A 마타도르 순항미사일에 50 kt W5 핵탄두를 장착했다. 재래식 탄두도 탑재할 수 있었는데, 얼마나 많은 수량이 재래식 탄두를 탑재했는지는 알려지지 않았다. CEP가 500 m를 넘기 때문에, 재래식 탄두로는 공격의 효과가 미지수였을 것이다. 1950년대 말에는 모든 마타도르 순항미사일에 핵탄두가 장착되었다.
비트부르크 공군기지에서 소련 수도 모스크바는 2100 km 거리이므로, 마타도르의 공격 목표는 모스크바는 아니었다. 비트부르크 공군기지에서 사거리 400 km면 동독 전역을 공격하기에도 좀 모자랐다.

## 비교

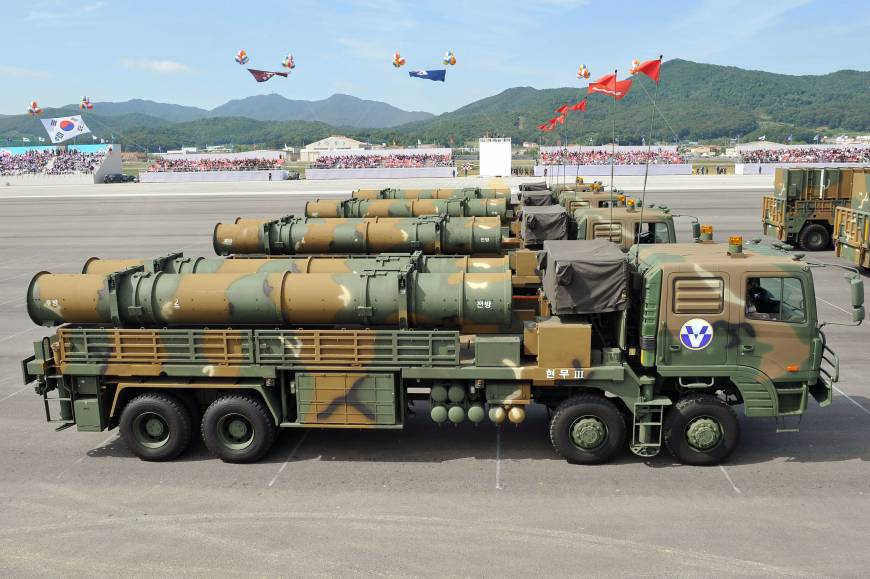
현무-3 지대지 순항미사일

미국 마지막 지대지 순항미사일은 BGM-109G 그리폰이다. 1991년 소련이 멸망하면서 퇴역했다. 그리폰을 구축함, 잠수함, 폭격기에서 발사하는 버전이 토마호크 미사일이다. 그리폰은 핵탄두였지만, 토마호크는 재래식 탄두를 주로 사용한다.
미국은 새로운 군사교리 충격과 공포를 통해, 재래식 탄두의 토마호크 수백발을 발사하면, 인간, 자연, 산업시설은 파괴되지 않고, 적국을 기존의 전략 핵무기로 전멸시키는 효과를 가져올 수 있다고 하여, 이를 이라크 전쟁에서 실제로 실험했으며, 성공했다. 한국군도 이 교리를 채택했다. 한국 최초의 지대지 순항미사일 현무-3는 노무현 정부에서 개발했다. 이와 연관되었는지는 불분명하지만, 조선민주주의인민공화국이 2006년 조선민주주의인민공화국 핵 실험을 노무현 정부 때 했다.
관련 지대지 순항미사일들을 비교해 보면 다음과 같다.
- 마타도르,  미국, 무게 5.4톤, 사거리 400-1000 km, 속도 마하 0.85, 1.2톤 50 kt W5 핵탄두, CEP 500 m, 1954년 서독 배치, 미국 최초의 지대지 순항미사일
- 그리폰,  미국, 무게 1.2톤, 사거리 2500km, 속도 마하 0.71, 180kg 150 kt W84 핵탄두, CEP 5 m, 미국 마지막 지대지 순항미사일
- 현무-3,  대한민국, 무게 1.5톤, 사거리 1500 km, 속도 마하 1.2, 500 kg 재래식 탄두, CEP 5 m, 한국 최초의 지대지 순항미사일

그리폰은 INF 조약으로 폐기되었는데, 최근 도널드 트럼프 대통령이 INF 조약을 파기하여, 곧 지대지 순항미사일을 미국이 한국, 일본, 독일 등에 배치할 수도 있다는 것을 암시하고 있다.
러시아의 그리폰을 이스칸데르 미사일이라고 하는데, 특징은, 트럭에 순항미사일을 장착했다가, 탄도미사일을 장착할 수도 있다. 북한이 이를 도입했다는 보도는 없지만, 최근 북한이 이스칸데르 탄도미사일과 매우 유사한 미사일을 발사했다. 그러나 북한이 트럭에서 순항미사일을 발사한 것을 언론에 공개한 적은 없다.
최근 북한이 북한 6차 핵실험을 단행하자, 도널드 트럼프 미국 대통령이 일본에 그리폰 개발을 승인해 주었다.
마타도르는 항공전자기술이 부족할 때 개발되어, CEP가 500 m가 넘었으며, 이에 따라, 견고한 군사시설, 발전소, 방송국 등 파괴되면 적국이 원시시대로 변하는 핵심시설들을 파괴하려면 50 kt 핵폭탄이 필요했다. 그러나, 항공전자기술이 매우 발전하여, CEP가 5m로 줄어들면서, 재래식 폭탄으로 50 kt 핵폭탄의 파괴력, 즉 한발로 적국의 핵심시설 한 곳을 무력화시키는데 성공했다. 보통, 한 국가의 주요 첨단시설은 1000개가 못 된다고 알려져 있다. 한발에 10억원 하는 토마호크 재래식 미사일 1천발이면 1조원 정도 가격이다.
이명박 정부 때 북한의 천안함 연평도 도발로, 이명박 대통령은 이러한 정밀유도 쪽집게 폭격 미사일을 수조원을 더 만들라고 지시했다.
박근혜 정부는 청주공군기지에 F-35A 스텔스 전투기 40대를 구매했다. 페이브웨이 레이저 유도 폭탄은 가격 5천만원에 CEP 5 m 정밀유도 쪽집게 폭격이 가능하며, 1970년대에 개발되었지만, 전투기가 지대공 미사일에 취약하여, 토마호크가 필요했다. 물론 KF-16, F-15K로도 공격할 수는 있는데, 지대공 미사일을 방어하기 위해 수십대의 조기경보기, 공중급유기, 전자전기 등 각종 지원기가 필요해서, 대규모의 예산이 소모된다. 반면에 토마호크는 수십대의 지원기 없이, 단 한발만 발사하면 된다. 그러나 스텔스 전투기의 등장으로 지대공 미사일을 무력화 시키는데 성공하여, 한발에 10억원 하는 토마호크가 아니라, 한발에 5천만원 하는 페이브웨이를 실전에 대량으로 사용할 수 있게 되었다. F-35A 40대가 야간에 출격하면 페이브웨이 레이저 유도 폭탄 80발을 투하할 수 있으며, 폭탄 가격이 40억원 밖에 되지 않는다. 토마호크 80발은 800억원인데, 가격이 20배 저렴해졌다. 스텔스 전투기는 폭격을 할 때 수십대의 지원기가 전혀 필요없다. 토마호크처럼 단독으로 충분히 작전을 할 수 있다. 일단 어느정도 적국이 원시시대로 변하면, KF-16, F-15K로도 공격이 자유로와진다.
문재인 정부 때, 북한이 북한 6차 핵실험을 단행하자, 문재인 대통령은 트럼프 대통령으로부터 현무-4 개발승인을 받았다. 북한 평양의 김정은 집무실인 노동당 1호 청사의 지하벙커는 지하 300 m에 건설되어 있다고 알려져 있는데, 현무-4는 지하 300 m 핵심시설을 단 한발로 무력화시키는 재래식 정밀유도 미사일이다.

## 같이 보기
- MGR-1 어네스트 존 - 미국 최초의 지대지 핵탄도미사일